# Magis
Magis - znaczący w języku łacińskim "bardziej" "więcej" przysłówek, który stał się jednym ze sztandarowych pojęć z zakresu duchowości ignacjańskiej, która bywa utożsamiana z duchowością jezuicką. 
Jest to określenie bardzo często stosowane przez św. Ignacego Loyolę, które wskazuje na zaangażowanie człowieka potęgujące jego związanie z Bogiem, oznacza nastawienie dynamizujące. Najczęściej występuje w łączności z określeniami zaczerpniętymi już z samego Fundamentu Ćwiczeń Duchownych św. Ignacego: "więcej chwalić, czcić, służyć Bogu", "większa chwała, cześć, służba Boża". Św. Ignacy nie dopuszcza zadowolenia przeciętnością, stagnacją nawet na wysokim poziomie: zawsze chodzi o to, by w perspektywie Boga zdobywać "więcej", przekształcać się ku "więcej", "bardziej" przy Bogu. To nastawienie jest u niego - a potem u pierwszych jezuitów - tak dalece centralne w języku i postawie, że stało się jednym z kilku podstawowych i charakterystycznych, topicznych wyznaczników duchowości ignacjańskiej, czyli wywodzącej się z Ćwiczeń Duchownych. Tym samym jest to określenie centralne dla duchowości jezuickiej, czyli duchowości Towarzystwa Jezusowego, zakonu Kościoła Katolickiego, gdzie Ćwiczenia znajdują konkretne dopełnienie w organizacji wspólnoty określonej w Konstytucjach Towarzystwa Jezusowego, dając kształt duchowości Towarzystwa Jezusowego (członkowie którego potocznie zwani są jezuitami).
Pojęcia te, stanowiące przejawy ducha "potęgowania", tej swoistej "maioritas", charakteryzującej duchowość ignacjańską - wielokrotnie, wręcz dziesiątki razy pojawiają się w krótkim tekście Ćwiczeń Duchownych. Co więcej, są tak istotne w niej, bo związane z nadrzędnym sensem życia człowieka, z celem stworzenia, centrum historii świata. Właśnie ten postulowany dynamizm i potęga, moc miłości, wręcz wszystko co razem istotne - ogniskuje się w owym nastawieniu na "więcej chwały Bożej, czci i służby Bożej". 
W samych zaś Konstytucjach Towarzystwa Jezusowego (w ich kształcie z XVII w.) o. Mikołaj Łęczycki SI naliczył tych określeń 104; z kolei we wszystkich prawodawczych dziełach Towarzystwa pochodzących od św. Ignacego (Egzamin, Konstytucje, Deklaracje do Konstytucji i reguły) w XX w. w kręgu bollandystów, jezuickich cenionych historyków porządkujących hagiografię Kościoła Katolickiego, naliczono 376 tego typu wyrażeń. Ta intensywność wyraża po prostu stałe nastawienie, jako istotną cechę "człowieka Ćwiczeń", czy potem jezuity - by skoncentrować się na wielkości Boga, Miłości i nią konsekwentnie żyć. Toteż - elementem tej maioritas jest też i konsekwentne kształtowanie postawy człowieka wobec innych stworzeń: bez odniesienia do Boga nie mają one swej właściwej wartości, nie należy żadnych z nich szukać "bardziej jednego niż drugiego" a tylko posługiwać się tymi, co "bardziej", "więcej" służą wejściu w świat ponadprzeciętnej, uszczęśliwiającej miłości Boga.
To wejście w świat miłości Boga ma być bowiem inną nazwą spełnienia siebie, dojrzałości ludzkiej, znalezienia sensu życia i szczęścia. Co "mniej służy" chwale Boga - w tej perspektywie należy odrzucać. Konsekwentnie są też bliskie więc św. Ignacemu postawy, które człowieka pozytywnie naznaczają, wyróżniają w tej samej perspektywie odniesienia do centrum chwały, Boga. W tym świetle mówi Loyola o "większym odznaczeniu się w służbie Bożego Majestatu", o "większym odznaczeniu się pod Sztandarem Krzyża".